# James Senese
Gaetano « James  » Senese (né à Naples le 6 janvier 1945) est un saxophoniste et auteur-compositeur interprète  italien. 

## Biographie
Gaetano Senese est né à Naples, fils d'Anna Senese et de James Smith, un soldat américain originaire de Caroline du Nord arrivé en Italie lors de la Seconde Guerre mondiale , Le père de Gaetano Senese est retourné aux États-Unis dix-huit mois après sa naissance et n'est jamais revenu. Il a commencé à jouer du saxophone à l'âge de 12 ans. et fait ses débuts professionnels dans les années 1960 en tant que membre du groupe de Rhythm and blues The Showmen qui prendra le nom de Showmen 2, et avec lequel il remporte l'édition de 1968 de Cantagiro,. 
En 1974, Senese cofonde et dirige le groupe de jazz-rock  Napoli Centrale.  Après la dissolution du groupe en 1978, il entame une longue collaboration  en studio et sur scène avec Pino Daniele. Son premier album solo  est publié en 1983 par Polydor Records,,.

## Discographie
Albums
- 1983: James Senese ( Polydor, 2448 139)
- 1984: Il passo del gigante (Tobacco Records, TBLP 6501)
- 1988: Alhambra ( EMI Italiana, 64-7905191)
- 1991: Hey James (Blue Angel - CDBAR 30991)
- 2000: Sabato Santo (Polosud, PS 034)
- 2003: Passpartù (ITWHY, IT CD 51)
- 2003: Tribù e passione (avec Enzo Gragnaniello ) (Edel Italia, 0149112)
- 2012: E 'Fernut' 'o Tiempo (Arealive)
- 2016: ' O sanghe (Alabianca- Warner )